# Яр (Тугулымский муниципальный округ)
Яр — село в Тугулымском городском округе Свердловской области России.

## Географическое положение
Село Яр расположено в 25 километрах к запад-юго-западу от посёлка городского типа Тугулыма (по автодороге — в 34 километрах), на правом берегу реки Пышмы, напротив устья её левого притока — реки Еленки.
От села ведут автодороги в трёх направлениях: западное — на Талицу, южное — на Ертарский, восточное — на Тугулым. Северо-западнее села проходит граница Тугулымского и Талицкого городских округов и районов. По ту сторону границы, в двух километрах от села по талицкой автодороге и выше по течению Пышмы, расположено село Беляковское.
В соседнем Талицком городском округе тоже есть село Яр, которое расположено на реке Пышме.

## Население
| 2002 | 2010 | 2021 |
| ---- | ---- | ---- |
| 611  | ↘563 | ↘368 |